# Wendy Phillips
Wendy Phillips, född 2 januari 1952 i Brooklyn, New York, är en amerikansk skådespelare som bland annat är känd för sina roller i Falcon Crest, Kärlekens vindar och Promised Land.

## Filmografi i urval
- 1982 – Nu flyger vi ännu högre
- 1982 – Taxi (TV-serie)
- 1984 – St. Elsewhere (TV-serie)
- 1985 – The Twilight Zone (TV-serie)
- 1987 – Matlock (TV-serie)
- 1987 – Mord och inga visor (TV-serie)
- 1988 – Midnight Run
- 1989 – Gameboy
- 1989–1990 – Falcon Crest (TV-serie)
- 1991 – Bugsy
- 1991–1993 – Kärlekens vindar (TV-serie)
- 1994 – Diagnos mord (TV-serie)
- 1995 – Scali (TV-serie)
- 1995 – Småstadsliv (TV-serie)
- 1996 – Savannah (TV-serie)
- 1996–1999 – Promised Land (TV-serie)
- 2001 – I Am Sam
- 2001 – Förhäxad (TV-serie)
- 2003 – Cityakuten (TV-serie)
- 2005 – Ghost Whisperer (TV-serie)
- 2006 – Studio 60 on the Sunset Strip (TV-serie)
- 2006–2011 – Big Love (TV-serie)
- 2007 – Utlämnad
- 2008 – The Closer (TV-serie)
- 2009 – Bones (TV-serie)